# Caja de Guadalajara
La Caja de Ahorro Provincial de Guadalajara  fue una caja de ahorros española con sede en Guadalajara que operó en aquella provincia y Madrid bajo la marca comercial Caja de Guadalajara. En 2010 poseía 73 oficinas.
Fue fundada en 1964 y desapareció en 2010, al ser absorbida por Cajasol, caja de ahorros que integró posteriormente su negocio bancario en el sistema institucional de protección Banca Cívica. A su vez, Banca Cívica desapareció en 2012 al ser adquirido por CaixaBank. Tras la absorción de Caja de Guadalajara por Cajasol, la marca «Caja de Guadalajara» quedó en manos de esta última y siguió siendo empleada en las antiguas sucursales de la provincia de Guadalajara por las entidades que adquirieron sucesivamente su negocio bancario: primero Cajasol, luego Banca Cívica y definitivamente CaixaBank, que la adoptó en 2012 y siguió usándola, junto con el logotipo de CaixaBank, en las sucursales procedentes de la antigua caja de ahorros situadas en la provincia de Guadalajara. El 10 de octubre de 2016, la marca fue sustituida por «CaixaBank».

## Historia

### Primeros años
La Caja de Ahorro Provincial de Guadalajara fue fundada por la Diputación Provincial de Guadalajara el 23 de septiembre de 1964, por iniciativa del presidente de la Diputación, Antonio Gil Peiró. Desde su fundación, su área de negocio se apoyaba en la agricultura de la provincia y en las cooperativas, teniendo también, como caja de ahorros, su obra social y cultural de fomento de la provincia.
Al producirse la creación de Caja Castilla-La Mancha (CCM) en 1992 mediante la fusión de las cajas de ahorro de Albacete, de Cuenca y Ciudad Real y de Toledo, la de Guadalajara rehusó integrarse también, de forma que solo quedaron dos cajas de ahorro con sede en esta comunidad autónoma y bajo el protectorado de la Junta de Comunidades de Castilla-La Mancha. Se interpretó que la Caja de Guadalajara rehusó integrarse en la nueva caja de ahorros por motivos políticos.

### Absorción por Cajasol
Durante 2009, al tiempo que se producía la crisis de Caja Castilla-La Mancha y su posterior intervención por parte del Banco de España, se especuló con la fusión de Caja de Guadalajara con Unicaja. Sin embargo, no fue con Unicaja, sino con la también andaluza Cajasol con quien Caja de Guadalajara inició un proceso de fusión en noviembre de 2009. Constituyó el primer proceso de fusión efectuado entre cajas de ahorro de comunidades autónomas diferentes. Según indicó el auditor, PriceWaterhouseCoopers, en el momento de la absorción, Caja de Guadalajara no era viable económicamente, ya que se encontraría en pérdidas. Según el auditor, solo la fusión con Cajasol garantizaría la viabilidad económica y financiera de la entidad.
El acuerdo final, que adoptó la modalidad de absorción de la caja castellanomanchega por parte de la andaluza, fue aprobado por los consejos de administración de ambas entidades en enero de 2010. Tras la preceptiva autorización por parte de las administraciones autonómicas andaluza y castellanomanchega así como del Banco de España, la absorción culminó el 5 de octubre de 2010, con la creación de los órganos de gobierno de la nueva entidad. El acuerdo preveía que las oficinas de la nueva entidad (tanto las de Caja de Guadalajara como las procedentes de Cajasol) en Castilla-La Mancha tomaran la marca "Caja de Guadalajara" así como la creación de una fundación para la gestión de la obra social procedente de Caja de Guadalajara, que pertenecería a la Fundación Cajasol y que tomaría la denominación Fundación Privada Caja de Ahorro Provincial de Guadalajara. Esta recibiría el 7 % del presupuesto que la Fundación Cajasol destinara a obra social. La asamblea general de la nueva entidad contaba con 174 consejeros generales, 160 procedentes de Cajasol y 14 de Caja de Guadalajara. El consejo de administración contaba con 22 miembros, 20 de Cajasol y dos de Caja de Guadalajara (entre ellos, José Luis Ros, presidente de Caja de Guadalajara, fue designado vicepresidente quinto de la nueva entidad).
En diciembre de 2010, Cajasol se integró en el Sistema Institucional de Protección (SIP) que Caja Navarra, Caja de Burgos y Caja Canarias habían creado meses antes con el nombre Banca Cívica. El acuerdo de integración preveía que las marcas de las cajas integrantes (entre ellas "Caja de Guadalajara", propiedad de Cajasol) permaneciesen en su poder, pero que fuesen cedidas a Banca Cívica para su uso para el negocio bancario. Esta nueva entidad, sin embargo, no fue capaz de sobrevivir como entidad independiente. Primero salió a bolsa y, finalmente, el 3 de agosto de 2012 Banca Cívica fue absorbida por CaixaBank, que se hizo con su negocio bancario. Debido al escaso porcentaje de capital de CaixaBank que poseían, las cajas creadoras del SIP Banca Cívica tuvieron que convertirse en fundaciones de carácter especial. En el caso de Cajasol, se produjo la circunstancia de que no llegó a cumplirse el compromiso de creación de Fundación Caja de Guadalajara antes de que se transformara en fundación especial, por lo que la obra social de la antigua Caja de Guadalajara quedó en el aire.

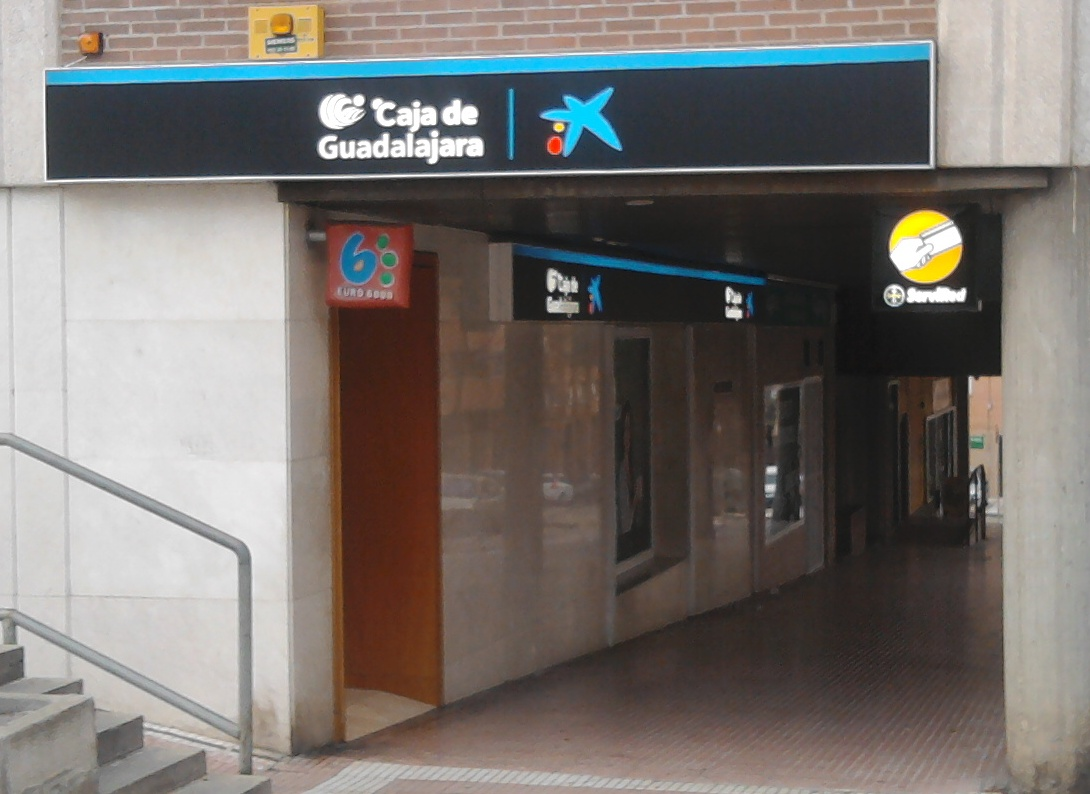
Oficina urbana 11 de la Caja de Guadalajara en la calle Julián Besteiro, n.º 6 de Guadalajara. Muestra los colores corporativos de La Caixa/CaixaBank y la marca "Caja de Guadalajara" junto al logotipo de La Caixa/CaixaBank.

Como parte del acuerdo de integración entre CaixaBank y Banca Cívica, las cajas creadoras de esta última acordaron que, aunque las marcas de las cajas accionistas de Banca Cívica seguirían siendo propiedad de dichas cajas, CaixaBank podría usar, durante la vigencia del pacto de accionistas (4 años), "en las oficinas provenientes de Banca Cívica que radiquen en los territorios origen de cada una de las Cajas, la marca de la Caja correspondiente junto al logotipo de CaixaBank y la Caixa, contribuyéndose así al mantenimiento y desarrollo de la fidelización de la clientela". De esta forma, CaixaBank mantuvo la marca "Caja de Guadalajara" en las sucursales procedentes de Banca Cívica en la provincia de Guadalajara, "por su arraigo, historia, significación, aportación y penetración en la provincia de Guadalajara", al igual que hizo con las marcas "CajaCanarias", "Caja Navarra (can)", "Caja de Burgos" y "Cajasol". En diciembre de 2012, culminó la integración tanto de la plataforma tecnológica como de la operativa de Caja de Guadalajara en CaixaBank. Las cuentas de los clientes de la extinta caja adoptaron la numeración de CaixaBank.
En octubre de 2016, CaixaBank dejó de usar la marca "Caja de Guadalajara" tras sustituirla por la marca "CaixaBank".

## Obra Social
En el Protocolo de Bases para la Integración de Banca Cívica por CaixaBank, se establecieron los compromisos para el mantenimiento de la Obra Social de Caja de Guadalajara. Esto habría significado que durante los ejercicios de 2011, 2012 y 2013 la Fundación Cajasol debería haber aportado a la Fundación Caja de Guadalajara, que finalmente no se constituyó, al menos 3.865.090 euros.